# 奧斯特里夫卡河
奧斯特里夫卡河（烏克蘭語：Острівка），是烏克蘭的河流，位於該國西部，屬於斯特里河的左支流，發源自拉傑霍夫南部，流經利沃夫州，河道全長24公里，流域面積161平方公里。